# Tranzicijska ekonomija
Tranzicija je pojam kojim se označavaju tzv. tranzicijske zemlje, zemlje koje su u prijelazu iz planskog gospodarstva u tržišno gospodarstvo, tj. iz socijalizma u parlamentarnu demokraciju.
Tranzicija iz centralnoplanskog socijalističkog gospodarstva na tržišno i transformiranje totalitarističke nedemokracije u demokraciju, stavljanje socijalističkih poduzeća na ravnopravni teren s novim tržišnim konkurentima i pokušaj da se uz pomoć znanja i modernizacije premosti vjekovni civilizacijski jaz između razvijenih i nerazvijenih zemalja u relativno kratkom vremenskom roku od jednog do nekoliko desetljeća. Proces se smatra završenim tek onda kada ne uživaju specifične beneficije u oblicima javnih subvencija ili financijskih olakšica i kada se produktivnost ne može prepisivati povijesti poduzeća. Kao svjetski proces započeo je 1990-ih godina, a u nekim je zemljama (kao npr. u Hrvatskoj) zastupljen sve do danas. Sam uzrok tranzicije su gospodarske krize koje su u socijalističkim zemljama nastupile zbog pada komunizma. U tim zemljama su tada po prvi put provedeni demokratski izbori. Najznačajnije karakteristike same tranzicije su: sporost, skupoća, teškoće pri djelovanju samoga procesa i dramatične promjene u dva smjera:
- što prije i što bezbolnije društvenu imovinu učiniti privatnom s prepoznatljivim i odgovornim vlasnikom
- uklopiti se u svjetske tokove prijelaza u postindustrijsko doba.

Nažalost, u nekim zemljama te se silne krize nisu riješile, već su se samo produbile. Bivše zemlje SSSR-a zadnjih 6 godina pokazuju najizrazitije zaostajanje u razvoju od gotovo svih zemalja svijeta. Nasljeđe vrlo nepovoljne gospodarske i društvene strukture te ekološka zapuštenost je uzrokovalo taj zastoj u razvitku. U tim državama najsporije se privatizira i mijenja krupna industrijska proizvodnja dok se najbrže preobražavaju: trgovina, ugostiteljstvo i intelektualne uslugame. Prema podacima Svjetske banke iz 1994. godine, bruto nacionalni dohodak po stanovniku (per capita) veći od 2000 $ ostvarile su 10 država, od njih 28 u tranziciji, a one su redom: 
- Slovenija, 7120 $
- Mađarska, 3840 $
- Češka, 3210 $
- Estonija, 2820 $
- Rusija, 2650 $
- Hrvatska, 2530 $
- Poljska, 2470 $
- Bjelorusija, 2460 $
- Latvija, 2290 $
- Slovačka, 2230 $

Dok dobar dio tih država ostvaruje bruto nacionalni dohodak per capita među najnižima na svijetu: Tadžikistan 350 $, Albanija 360 $, Azerbajdžan 600 $, Turkmenistan 830 $, Gruzija 580 $, Kirgistan 610 $, Sjeverna Makedonija 790 $ i Uzbekistan 950 $. Najbitniji događaji koji se zbivaju u tim promjenama su 7 kriznih udara: 
- drastičan pad industrijske proizvodnje
- zamiranje investicijskih ulaganja
- sporo osvajanje novih tržišta i uključivanje u svjetske tokove robe i usluga
- prespori dotok stranog kapitala
- nagli porast nezaposlenosti i osiromašenje većine stanovništva
- prespora afirmacija policentričnoga prostornoga razvoja
- presporo rješavanje katastrofalnih ekoloških stanja.

No izuzevši sve ove krize, glavni problemi tranzicije su nezaposlenost radi nepovoljne radne bilance i država koja se javlja kao "Najlošiji vladar" jer je najkrupniji vlasnik i arbitar. Države bivše članice Istočnoga bloka, još pogrdno su nazivane "Istočno od Raja", su: Estonija, Latvija, Litva, Poljska, Češka, Slovačka, Bjelorusija, Ukrajina, Moldavija, Mađarska, Slovenija, Hrvatska, Bosna i Hercegovina, Srbija, Crna Gora, Rumunjska, Bugarska, Albanija, Sjeverna Makedonija, Ruska Federacija, Kazahstan, Gruzija, Armenija, Azerbajdžan, Turkmenistan, Uzbekistan, Tadžikistan i Kirgistan. Po mnogim stvarima su iste, ali se i po puno toga razlikuju, kao npr. brzina trajanja tranzicije (tempo promjena), gospodarska orijentacija i položaj (europske i azijske zemlje u tranziciji).

## Problemi tranzicije
Tranzicijske zemlje imale su brojne karakteristike pogodne za korupciju: sveprisutne državne institucije, nevladavina prava i nepoštivanja vlasničkih prava. Iz toga razloga su rezultati pro-tržišnih reformi svugdje manjkavi. Klijentelizam, kao posljedica desetljeća provedenih u planskoj ekonomiji, bio je i ostao sveprisutna pojava u tranzicijskim društvima, a upravo je on motor korupcije, kao i traženje rente. Neuspjeh tranzicijskih zemalja često se pripisuje "ekonomskom izrabljivanju", neokolonijalizmu, globalizaciji... 
Ključ opstanka u ekonomiji je prilagodba u svijetu i danim okolnostima.

## Oligarhija
Brojni visoki komunistički dužnosnici su tijekom pretvorbe započeli posao bespravno stečenim početnim kapitalom imovine komunističke partije. Tako su nastali brojni oligarsi ili tajkuni.